# نايجل جي. رايت
نايجل جي. رايت (بالإنجليزية: Nigel G. Wright)‏ هو عالم عقيدة بريطاني، ولد في 13 مايو 1949.